# Antoine Humblot
Antoine Humblot (geboren 16.., gestorben Juni 1758 in Paris) war ein französischer Illustrator, Autor, Verleger, Druckhändler 

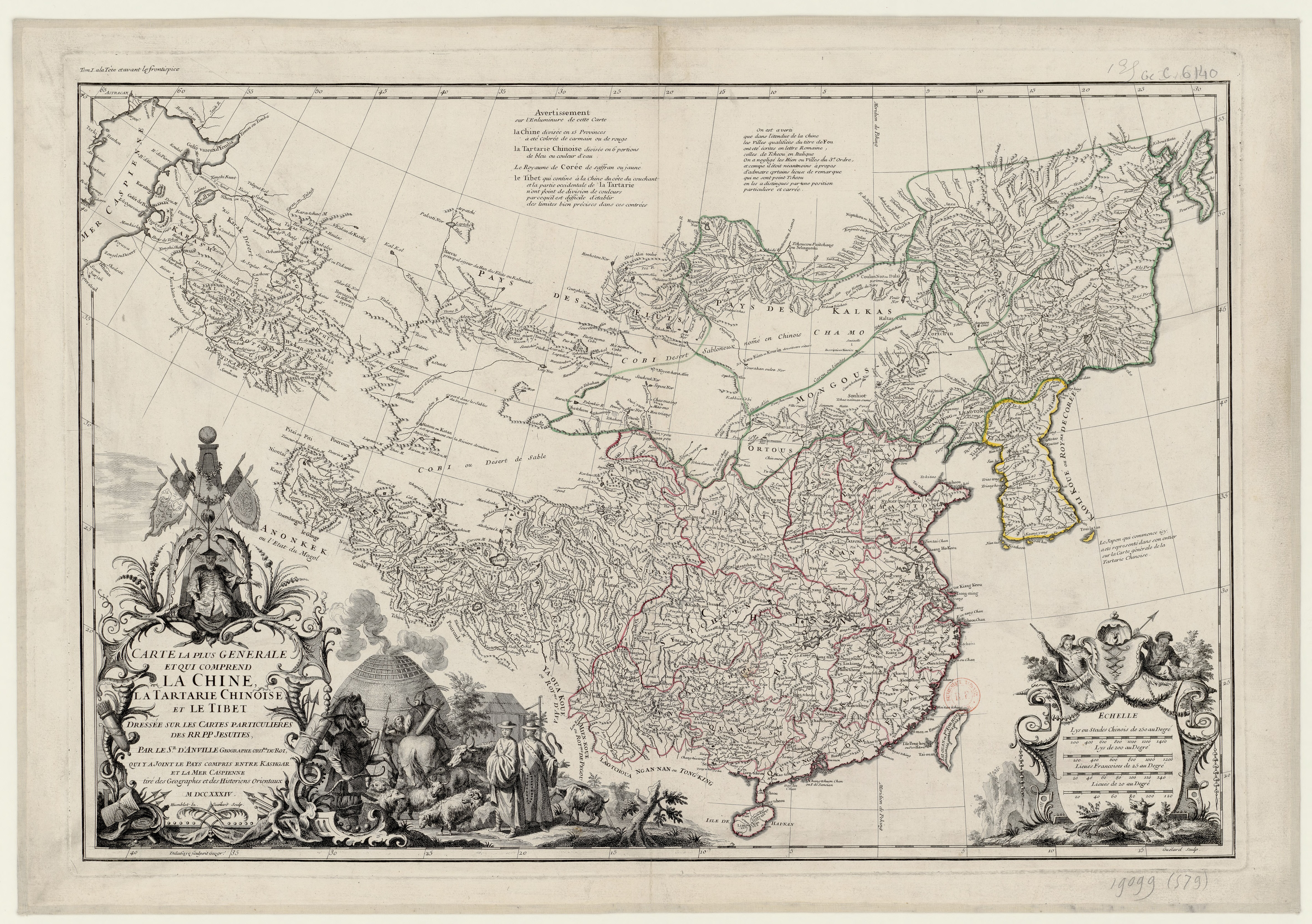
1734, Generalkarte von China (Delahaye sculpsit geogr. Humblot In.)

## Leben
Antoine Humblot war Zeichner des Königs, Graveur, Herausgeber und Händler von Drucken. Er wohnt ab 1735 in der Rue Saint-Jacques, Pfarrei Saint-Séverin, beim Enfant-Jésus. Im Jahr 1758 wohnt er in der Rue Galande.
Humblot lieferte besonders Buchillustrationen, die Maurice Baquoy, Alexandre Maisonneuve, Jean Haussard, Quirin Fonbonne u. a. stachen.
Ein Teil der Illustrationen wurden von dem Jesuiten Jean-Baptiste Du Halde in seinem Werk Description de la Chine et de la Tartarie chinoise veröffentlicht.
Dazu zählen zum Beispiel
- das Bild zu Beginn des ersten Bandes auf Seite 1 Portrait des Kaiser Kangxi (Antoine Humblot inv. / Alexandre Maisonneuve Sculp.)
- das Bild zu Beginn des zweiten Bandes auf Seite 1 Ein gebildeter Chinese in seinem Arbeitszimmer mit zwei seiner Schüler (A. Humblot del. / A. Maisonneuve Sculp.)
- die großen Bilder in Band 2
  - Seite 30: Gefolge eines Vizekönigs, wenn er seinen Palast verläßt (Antoine Humblot inv. / Alexandre Maisonneuve Sculp.)
  - Seite 82: Kleidung der Chinesen (Antoine Humblot delin. / gravé par Fonbonne)
  - Seite 120: Chinesische Hochzeit (Antoine Humblot inv. / Jean Haussard Sculp.)

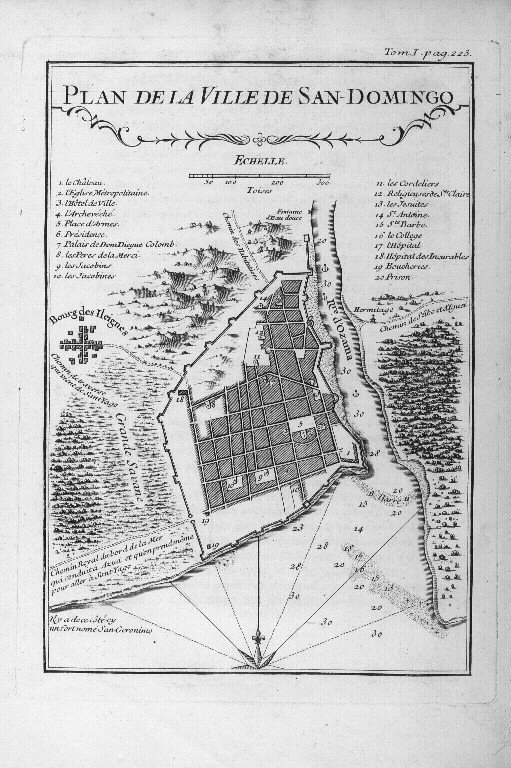
Karte der Stadt Santo Domingo, 1730